# IBC岩手放送秋田支局
IBC岩手放送秋田支局（アイビーシーいわてほうそうあきたしきょく）は、1990年代半ばから2003年まで、秋田県秋田市に存在していたIBC岩手放送の支局である。

## 概要
1990年代に、秋田県内の第三民放新局をTBS系列として開局する構想があったものの。、諸般の事情により頓挫した。結局、秋田県内の第三民放新局は、テレビ朝日（ANN）系列の秋田朝日放送（AAB）となり、1992年10月に開局した。そのため、1990年代半ばに秋田市山王五丁目に開設。1999年頃に同市高陽幸町1-25の高陽幸町ビルに移転した。主に、TBS（JNN）系列が存在しない秋田県の取材を担当していた。また、秋田県庁記者クラブにも所属していた。しかし、同支局は、2003年に閉鎖。現在は駐在カメラマンを置いて対応している。